# Абрамовский район
Абра́мовский райо́н — административно-территориальная единица в Воронежской области РСФСР, существовавшая в 1938—1959 годах. Административный центр — посёлок Абрамовка.
Район образован 21 ноября 1938 года в составе Воронежской области в результате разукрупнения Елань-Коленовского района.
В 1940 году в состав района входили Абрамовский и Терновский поселковые советы, Абрамовский, Анохинский, Вязовский, Добринский, Синявский и Ярковский сельские советы.
4 марта 1959 года Абрамовский район был упразднён, его территория возвращена Елань-Коленовскому району.
В настоящее время основная часть Абрамовского района находится в составе Таловского района.
Районная газета «Сталинский путь» (1939—1956), «Ленинское слово» (с 1956).